# Saint-Vigor-le-Grand
Saint-Vigor-le-Grand – miejscowość i gmina we Francji, w regionie Normandia, w departamencie Calvados.
Według danych na rok 1990 gminę zamieszkiwały 2032 osoby, a gęstość zaludnienia wynosiła 209 osób/km² (wśród 1815 gmin Dolnej Normandii Saint-Vigor-le-Grand plasuje się na 96. miejscu pod względem liczby ludności, natomiast pod względem powierzchni na miejscu 526.).